# Euagathis maculata
Euagathis maculata är en stekelart som beskrevs av Van Achterberg 2004. Euagathis maculata ingår i släktet Euagathis och familjen bracksteklar. Inga underarter finns listade i Catalogue of Life.